# Amblyderus longidentatus
Amblyderus longidentatus es una especie de coleóptero de la familia Anthicidae.

## Distribución geográfica
Habita en Aden.